# Volvo LV40-serie
De Volvo LV40-serie, ook wel bekend als de LV4, is de eerste serie door Volvo ontwikkelde vrachtwagens. LV staat voor het Zweedse Lastvagn, de toevoeging 4 geeft het cilinderaantal aan en het tweede cijfer geeft aan welke versie het betreft. Deze lichte vrachtwagen werd van 1928 tot 1930 geproduceerd en is qua techniek grotendeels gelijk aan de eerste auto's van Volvo's personenautodivisie, de ÖV4 en de PV4. Het chassis werd versterkt en de wielbasis werd verlengd tot 3,3 of 3,7 meter.
De LV was met zijn viercilindermotor met slechts 28 pk geen krachtige truck en had een officieel laadvermogen van slechts 1500 kg. Het degelijke ontwerp functioneerde echter zo goed, dat gebruikers zonder problemen het dubbele gewicht mee konden nemen. Veel van zijn concurrenten in Zweden destijds hadden nog kettingaandrijving, massieve banden en een deels open cabine. De LV had asaandrijving, luchtbanden en een geheel gesloten cabine. Mede door deze innovaties werden de Volvo-vrachtwagens populair en kon de vrachtwagendivisie het startende Volvo-concern uiteindelijk winstgevend maken, zodat het op eigen benen kon staan.
Nadat ongeveer 500 exemplaren van deze lichte vrachtwagen waren geproduceerd (type 1), heeft men enkele wijzigingen doorgevoerd (type 2). Het betrof met name de versterking van diverse onderdelen en het verbreden van de spoorbreedte.

## Galerij

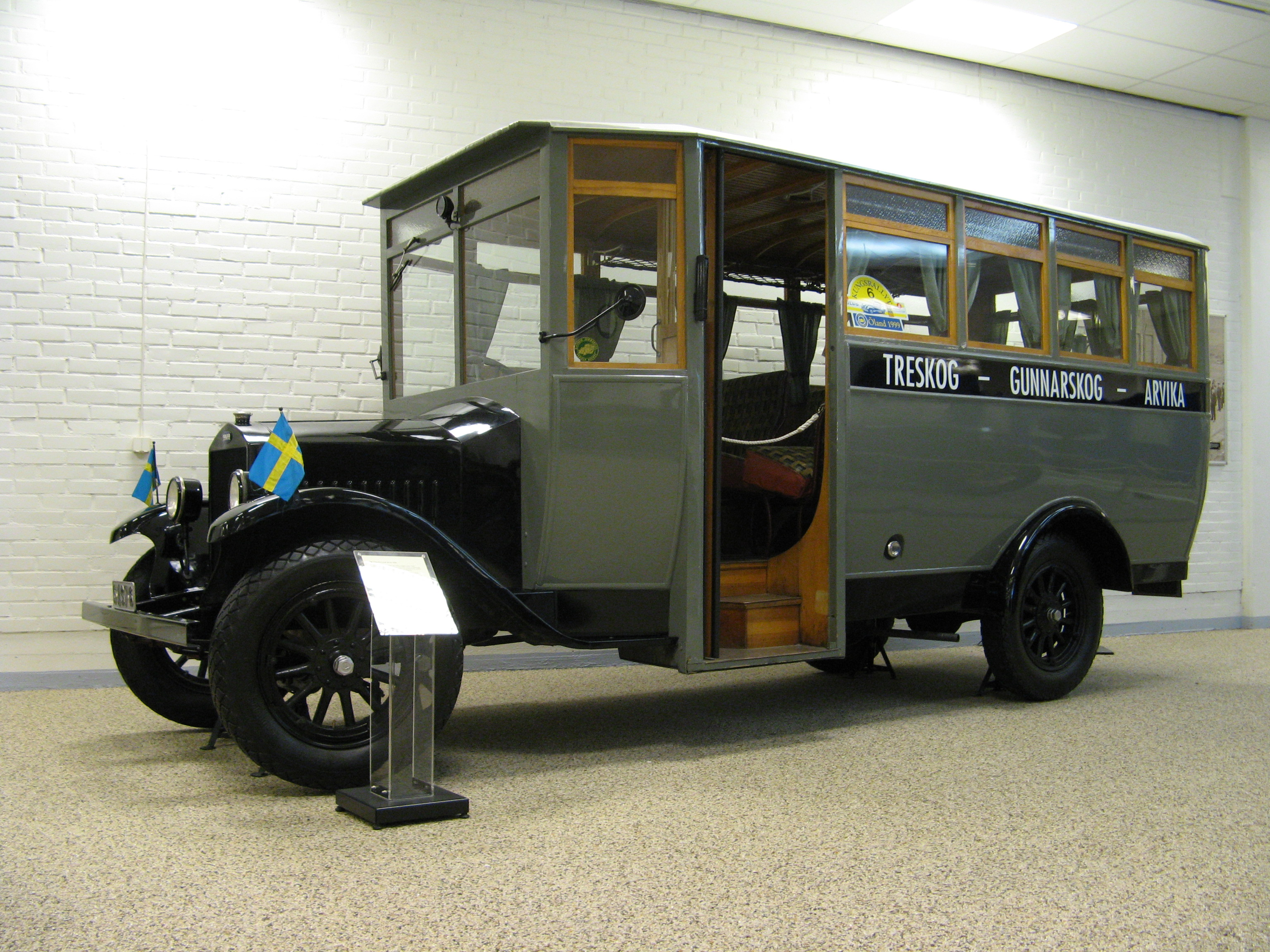
Volvo LV45 autobus, 1928